# Björn Emmerling
Björn Emmerling (né le 16 novembre 1975 à Wurtzbourg) est un joueur de hockey sur gazon allemand.

## Carrière
Le défenseur fait ses débuts internationaux en 1996 sous le maillot de l'équipe d'Allemagne. Entre 1996 et 2004, il participe trois fois aux Jeux olympiques. En 2002 et 2006, il devient champion du monde avec l'équipe allemande.
Après la Coupe du Monde 2006, il annonce sa retraite de la sélection nationale. Au total, il a joué 256 matches et marqué 58 buts. En 2007, il reçoit le titre de "sportif allemand de l'année".

## Palmarès
- 1996 : Jeux olympiques d'été de 1996, Atlanta (4e place)
- 1998 : Champions Trophy, Lahore (6e place)
- 1999 : Coupe d'Europe de hockey en salle masculin, Slagelse (1e place)
- 1999 : Coupe d'Europe de hockey, Padoue (1e place)
- 2000 : Champions Trophy, Amstelveen (2e place)
- 2000 : Jeux olympiques d'été de 2000, Sydney (5e place)
- 2001 : Coupe d'Europe de hockey en salle masculin, Lucerne (1e place)
- 2001 : Champions Trophy, Rotterdam (1e place)
- 2002 : Coupe du monde, Kuala Lumpur (1e place)
- 2002 : Champions Trophy, Cologne (2e place)
- 2003 : Coupe d'Europe de hockey, Santander (1e place)
- 2003 : Coupe du monde en salle, Leipzig (1e place)
- 2003 : Coupe d'Europe de hockey, Barcelone (1e place)
- 2004 : Jeux olympiques d'été de 2004, Athènes (3e place)
- 2005 : Coupe d'Europe de hockey, Leipzig (3e place)
- 2006 : Coupe du monde, Mönchengladbach (1e place)

## Source, notes et références
1. ↑  https://www.sports-reference.com/olympics/athletes/em/bjorn-emmerling-1.html

- (de) Cet article est partiellement ou en totalité issu de l’article de Wikipédia en allemand intitulé « Björn Emmerling » (voir la liste des auteurs).